# Eugène Djué
Eugène Djué, né à une date inconnue, est un homme politique de Côte d'Ivoire, président de l'Union des patriotes pour la libération totale de la Côte-d'Ivoire. Il est signataire de la Charte du CNRD. Il est membre fondateur de la FESCI et de la JFPI.
Eugène Djué, qui se fait appeler « maréchal Eugène Djué », .
Rival de Charles Blé Goudé, il est un partisan de la ligne modérée des « jeunes patriotes ». Il avait désapprouvé les actions brutales des autres jeunes disciples de Laurent Gbagbo, même s’il a revendiqué un temps la paternité de l’Union pour la libération totale de la Côte d’Ivoire (ULPTCI), une milice pro-Gbagbo. Sa tiédeur lui aurait valu sa mise à l’écart du clan Gbagbo, depuis le décès en avril 2009 de Saratta Ottro-Zirignon.
Il est, jusqu'en 2016, sous sanction des Nations-Unies lui interdisant de sortir de Côte-d'Ivoire,.
En 2016, il est le candidat du FPI aux législatives à Diabo-Languibonou,.
Il est vice-président du FPI et de l'UNA-FESCI.